# Tanja Dimitrievska
Tanja Dimitrievska, slovenska igralka, * 1. avgust 1968.

## Življenjepis
Študij dramske igre in umetniške besede na AGRFT je začela leta 1987, diplomirala pa je leta 1993. Že kot študentka je igrala v Slovenskem mladinskem gledališču, ljubljanski Drami, največ pa v Prešernovem gledališču v Kranju, kjer se je po končanem študiju za pol leta tudi zaposlila. Leta 1995 je postala stalna članica ansambla MGL, kjer je do danes nastopila v več kot 30 različnih vlogah.
Občasno sodeluje tudi z drugimi gledališči, pa tudi s Kulturnim domom Španski borci.

### Filmske vloge
- Morana
- Patriot

### Televizijske vloge
- Sprava
- Kriminalne zgodbe